# Spadla z oblakov
Spadla z oblakov je československý televizní seriál ve slovenštině, natočený v letech 1978–1980 na motivy knihy Spadla z nebe (1967) českého spisovatele, novináře a scenáristy televizních programů Václava Borovičky.

## Děj
Seriál vypráví o neobyčejném mimozemském děvčátku Majce z planety Gurun, která se dostala na Zem do malého slovenského městečka Čabovce, kde se seznámila s místními dětmi, se kterými prožívá vzrušující dobrodružství. Majka, jak se patří na mimozemšťanku, má dovednosti, které obyčejné děti neovládají – umí létat bez pomocí přístrojů, chodit po stropě, po vodě, replikovat libovolné předměty, měnit rychlost plynutí času a mnohé jiné. Je přirozené, že Majka s takovými unikátními schopnostmi se stane objektem zájmu jistých záhadných tajných služeb. Přitom všem Majka zůstává dítětem, které nerozumí mnohým jednoduchým věcem. Ale díky svým novým přátelům Majka postupně odkrývá pro sebe svět lidí s jejich radostmi i smutky, přátelstvím a vzájemnou pomocí.

## Obsazení
- Majka – Zuzana Pravňanská
- Karol – Matej Landl
- Slavo – Lubor Čajka
- Katka – Svetlana Majbová
- Dedič – Karol Polák
- Jurko – Michal Suchánek
- Ferko – Pavol Lazar
- Igor – Roman Kudrna
- Babka – Mária Hájková
- Doktor – Václav Babka
- Valko – František Zvarík
- Emil – Petr Scholtz
- Kvašňák – Ján Kramár

## Seznam dílů
1. Zjavenie
2. Lietač
3. Svadobné šaty
4. Prepad
5. Banket
6. Otec to zariadi
7. Tajomník
8. Záhadný cudzinec
9. Operácia Púpava
10. Výlet raketou
11. Únos
12. Strelnica
13. Rozlúčka

## Režie
Filmové studio Gottwaldov – Československá televízia Bratislava
- Režisér: Radim Cvrček
- Hudba: Harry Macourek
- Výprava: Zdeněk Rozkopal
- Kamera: Karel Kopecký
- Scénář: Eva Krivánková